# 尾上たかし
尾上たかし（おのうえ たかし（または、おのえ たかし）、本名：澤田禎夫（さわだ さだお）、1936年〈昭和11年〉1月3日 - 2013年〈平成25年〉12月12日）は、日本の放送作家、お笑い作家。

## 略歴・人物
兵庫県出身。同志社大学卒業。実兄は旧・朝日放送制作部ディレクターを経て、東阪企画創業者・お笑い作家・メディアプロデューサーの澤田隆治。
1950年代後半から、大阪を中心とした寄席やテレビ局に通い、桂文枝（旧・桂三枝）をはじめとする上方演芸の落語家・漫才師・コメディアンら約1000人以上と人脈を持っており、数多くのテレビ番組の構成・企画などに携わった。そのことから「立って原稿を書く作家」という異名を持っていた。中でも、文枝（三枝）がメインパーソナリティーを務める大長寿番組の『新婚さんいらっしゃい!』（朝日放送テレビ）は開始当初から構成作家として携わっていた。
阪神淡路大震災で被災し、足が不自由になり車椅子生活を送っていたが、2013年12月12日、多臓器不全のため死去。享年77歳。